# جمعية الإنترنت
جمعية الإنترنت أو مجتمع الإنترنت (بالإنجليزية: The Internet Society)‏ وتعرف اختصارا باسم ISOC هي منظمة دولية غير ربحية تأسست عام 1992 تقوم بتوجيه ما يتعلق بوضع معايير وسياسات الإنترنت، حيث تصرح بأن مهمتها هي «التأكد من التطوير المفتوح، وتطور واستخدام الإنترنت من أجل مصلحة كل الناس على وجه الأرض». تمتلك جمعية الإنترنت مكاتب بالقرب من واشنطن، وجنيف. يسجل في جمعية الإنترنت حاليا حوالي 80 منظمة وأكثر من 50 ألف عضو، ولها أكثر من 90 فرع حول العالم.

## وصلات خارجية
- الموقع الرسمي